# Рейд на Александрию (1825)
Греческий рейд на Александрию (греч.  Ελληνική επιδρομή στην Αλεξάνδρεια) — неудавшаяся попытка небольшой эскадры греческого повстанческого флота сжечь флот османского Египта на его базе в Александрии в августе 1825 года. Являясь эпизодом Освободительной войны Греции. Рейд был произведён в атмосфере противостояния Британии и Франции в восточном Средиземноморье и при негласном британском одобрении.

## Предыстория
С 1814 года, организация Филики Этерия, подготавливая всегреческое восстание против османского ига, одной из своих основных задач считала подготовку войны на море. Этерия искала пути нейтрализации османского флота, без чего успех восстания в греческих землях, с их полуостровной и островной географией, был сомнителен. «Генеральный план» гетеристов, предусматривал сожжение османского флота на его базе, в Константинополе. При этом, гетеристы отдавали себе отчёт в последствиях этого шага для греческого населения Константинополя, но считали, что «для спасения целого, пусть пострадает часть»:A-352 План не был осуществлён, что не спасло греческое население города от резни. Историки отмечают, что этот пункт «Генерального плана» был беспочвенным и неосуществимым:Α-353.
Располагая только малыми вооружёнными торговыми судами, восставшие использовали против линейных османских кораблей в основном брандеры, охарактеризованные как новый греческий огонь. Хотя греки не были пионерами в использовании брандеров в парусном флоте, только в годы Освободительной войны Греции 1821—1829 годов брандеры были использованы в таких больших масштабах, в любое время суток и против судов у причала, на якоре и на ходу:B-106.

## Египет на помощь турецкому султану
После греческих побед 1821—1823 годов на суше и на море, верхушка Османской империи пришла к мысли о необходимости вовлечения в войну против восставших правителя номинально вассального Египта Мухаммеда Али, который располагал армией и флотом организованными французами.
В январе 1824 года в Египет был послан Недиб-эфенди, который «слёзно просил» Мухаммеда оказать содействие в подавлении восстания греков. Султан обещал ему Крит, Морею, и пост командующего султанской армией. Мухаммед принял предложение, что соответствовало его далеко идущим планам. Он объявил что задействует в экспедиции 20 тысяч солдат и весь свой флот:В-338.

### 1824 год
В феврале, временное греческое правительство заключило в Лондоне заём в 800 тысяч фунтов, что стало шагом вхождения воссоздаваемого государства в сферу влияния Британии и укрепило позиции судовладельца идриота Лазаря Кундуриотиса:Δ-359. Однако Кундуриотис не оказал помощь идриоту Э. Томбазису, главе повстанцев Крита, куда высадился Хусейн-бей с египетскими войсками, после чего Томбазис оставил Крит 12 апреля:Δ-362.
Одной из первых целей египетского флота был остров Касос. Касиоты долгие годы досаждали Египту, включая их дерзкий рейд в сентябре 1822 года на Думьят, где они захватили 13 кораблей. В октябре того же года, касиоты захватили 6 турецких кораблей возле Кипра и 5 возле Александрии.
Египетская эскадра Измаил Гибралтара сломила сопротивление касиотов 30 мая, после чего последовала резня населения.
В июне 1824 года султанский флот Хосрефа опустошил остров Псара, чья героическая оборона именуется в греческой литературе и историографии «Холокост Псара», согласно первоначального греческого значения слова (полное сожжение/жертва за идеалы.
После Псара, турецкий флот стал готовить высадку на Самос. Однако 30 июля, между островами Фурни и Икария, эскадра Георгия Сахтуриса, потопила турецкую флотилию с десантом, после чего греческий флот одержал победу над османами в большом Самосском сражении.
В августе Османский флот соединился на Додеканесе с флотами Египта, Алжира, Туниса и Триполи и насчитывал более 100 боевых кораблей и, согласно французскому адмиралу Жюрьену де ла Гравьеру, 400 транспортов. Европейцы составляли значительную часть офицеров египетского флота. Хосреф уяснил Ибрагиму, сыну правителя Египта, возглавлявшего египетскую армию и флот, что целью экспедиции по-прежнему остаётся Самос — последний греческий оплот на востоке Эгейского моря.
В последовавшем 29 августа победном для греков и самом большом морском сражении войны Сражении при Геронтас, греческие брандеры потопили тунисский флагман. После этого флагманские корабли Хосрефа, Ибрагима, Измаил-Гибралтара и Алжира спешно покинули сражение.
6 сентября 200 турецких кораблей, из них 90 больших, попытались вновь высадиться на Самос. При малых запасах боеприпасов, Миаулис дал приказ встать перед Самосом. К вечеру разразилась гроза. Турецкие корабли оказались в открытом море, стали искать убежище и разбежались, многие вернулись в Бодрум. Самос был спасён в очередной раз.
Флот Хосрефа потерял при Псара, Самосе, Геронтас десятки кораблей. Уцелевшие корабли были потрёпаны. Оставив Ибрагиму 15 кораблей, Хосреф ушёл к Дарданеллам, убегая от посланных вдогонку греческих кораблей. 25 сентября Миаулис настиг турко-египетский флот, греческие брандеры сожгли турецкий бриг. Флот Ибрагима был в панике, в результате многие его корабли были выброшены на побережье Лесбоса.
Ибрагим был вынужден вернуться в Кос. Когда на Кос прибыли транспорты из Александрии, Ибрагим решил прервать затею с Самосом, идти на Крит, а затем высадиться на Пелопоннесе, который и был основной целью экспедиции. Преследуя Ибрагима до Крита, греческий флот дал бой 28 октября. Два брандера пристали к египетскому бригу и хотя бриг не сгорел, картина горящих брандеров вынудила Ибрагима поднять сигнал «salva chi salva» (спасайся кто может).
Корабли Ибрагима разбежались на острова Спиналога, Касос, Карпатос, Родос, некоторые дошли до Александрии.

### 1825 год
Воспользовавшись греческой междоусобицей, Ибрагим в феврале высадил войска на юге Пелопоннеса:Г-370.
2 эскадры греческого флота выступили только 18 марта. Эскадра Миаулиса встретила врага у Крита:Г-371 и 17 апреля сразилась у Гавдоса с эскадрой Халил-бея, шедшей из Египта. Сражение не имело победителей.
26 апреля две эскадры турецко-египетского флота, 97 кораблей, блокировали входы в бухту Наварина и подавив сопротивление повстанцев высадили десант под командованием Сулейман Бея (французского полковника де Шеф).
Эскадра Миаулиса, избегая бой с линейными кораблями, наблюдала за событиями на расстоянии, довольствуясь перехватом транспортов и выискивая случай для атаки брандерами.
30 апреля Миаулис совершил Рейд на Метони. В своём рапорте он доложил, что было сожжено 2 фрегата, 3 корвета и все находившиеся в Метони бриги и транспорты. Никогда ранее повстанцам не удалось в один вечер нанести такой урон турецкому флоту, но Миаулис дописал в рапорте: «будем считать, что нам ничего не удалось, что опасность для Греции остаётся опасностью, если мы не продолжим наносить многократные удары по нашему сильному врагу».
Закрепившись в Наварине, армия Ибрагима приступила к покорению Пелопоннеса, а после того как Кютахья Решид-Мехмед-паша, осаждавший Месолонгион с султанской армией доложил, что не может сломить сопротивление защитников города, по просьбе султана и указанию своего отца, Ибрагим поспешил к Месолонгиону со своей армией.
20 мая 2-я эскадра греческого флота Георгия Сахтуриса одержала победу в при Андросе над турецкой эскадрой шедшей из Константинополя с подкреплениями и припасами для Кютахьи:Δ-372.
Эта победа задержала блокаду Месолонгиона и доставку припасов туркам. Но армада Хосрефа не была разгромлена и собралась в бухте Суда, на Крите, где соединилась с подошедшей из Египта новой эскадрой, под командованием Джеджи Хусейна:Δ-373,
Турецко-египетский флот выгрузил подкрепления и снабжение 23 июня в Наварине, 26 июня в Патрах, и приступил к основной задаче, блокаде Месолонгиона с моря:Δ-375.

## Идея рейда на Александрию
Было очевидно, что успехи греческих брандеров в каждом отдельном бою не превышали нескольких сожжённых кораблей, что при огромных числах османского, египетского, тунисского и триполийского флотов не решало проблему кардинально. Своими действиями греческий флот осложнял высадку османских войск на Пелопоннес и Среднюю Грецию и доставку им боеприпасов и снабжения, но не прерывал их.
Согласно греческим историкам, идея сожжения египетского флота на его базе в Александрии, принадлежит либо псариоту Константину Канарису, либо канцелярии острова Идра, не исключая случай, что идея была предложена Канарисом и идриотами одновременно.
В ходе встречи на английском фрегате на острове Спеце:346 с адмиралом Гамильтоном (Sir Edward Joseph Hamilton, 1st Baronet, согласно К. Никодимосу коммодор Георгий Амильтон):346), Канарис невзначай «вспомнил», что до разрушения своего острова псариоты вынашивали идею сожжения османского флота на его базе в Константинополе и весьма осторожно задал вопрос, как в этом случае отреагировал бы британский флот, учитывая то, что подобная операция не обошлась бы без потерь европейских торговых судов.
Гамильтон ответил, что «разумеется мы бы ответили, поскольку подобный шаг нанёс ущерб нашим интересам».
Тогда Канарис задал вопрос, как бы англичане отреагировали, если бы подобная операция была произведена в Александрии.
Гамильтон не высказал возражений, добавив, что поскольку Псара более нет, он должен обговорить этот вопрос на Идре с Лазарем Кундуриотисом:Г-114.
Историк Д. Фотиадис пишет, что реакция английского адмирала не должна вызывать удивление, напоминая что и после наполеоновских войн, антагонизм Британии и Франции Бурбонов в Средиземноморье не прекращался.
Египет был оплотом Франции в Восточном Средиземноморье, Франция была организатором египетской армии и флота. В том что касается греческого вопроса, Франция была косвенно соучастницей тактики выжженной, земли совершаемой египетской армией на Пелопоннесе.
Отмеживаясь от этого факта, командующий французским флотом в Восточном Средиземноморье адмирал Driault писал, что «мои принципы и убеждения не позволяют мне поддерживать турок против христиан», но

в Эгейском море я вижу не просто греков, сражающихся против турок, а восставший маленький народ, готовый стать инструментом Британии. Тогда я вспоминаю о старинной политике моей родины, которая заключается в вытеснении Британии из Средиземного моря, где она уже стала чересчур сильной

Фотиадис пишет, что антагонизм этих двух великих держав стал причиной греческого рейда на Александрию с целью уничтожению египетского флота:Г-116.

## Рейд
Получив негласное одобрение Гамильтона:347, канцелярия Идры стала готовиться к операции. В операции предполагалось задействовать только моряков Идры, за исключением Константина Канариса и его экипажа, что учитывая распространённое в Греции местничество и амбиции Идры, подчёркивало признание и авторитет «чужого» капитана брандера.
Более того, канцелярия Идры выкупила судно псариота Г. Хадзианегелиса и Канарис приступил к его переоборудованию в брандер:347.
Вскоре, от греческого агента в Египте было получено письмо от 17 июля 1825 года, согласно которому в Александрию прибыла большая эскадра египетского флота в составе 4 фрегатов, 5 корветов, 25 бригов и большого числа транспортов. Кроме кораблей этой эскадры, в Александрии находились ещё 5 фрегатов и 7 бригов. Агент информировал что в середине августа египетская эскадра выйдет на Пелопоннес, приняв на борт 10 тысяч солдат регулярной египетской армии. Агент информировал, что «это тот случай» для действий брандеров и, в порыве патриотизма, добавлял «если греки мужи» и «если греки хотят спасти Отечество, то подвиг здесь»:349.
По получению доклада агента, даже осторожный и медлительный Кунтуриотис не стал медлить.
Командующим экспедиции был назначен Эммануил Томбазис.
Эскадру Томбазиса составлял его флагманский корвет «Фемистокл», голет Антониоса Криезиса «Эпаминонтас» и три брандера.
Капитанами двух брандеров были идриоты Антонис Вокос и Манолис Бутос, третьим был псариот Канарис.
Эскадра вышла в море 23 июля, избегая встречи с австрийской эскадрой, которая неоднократно отметилась враждебными действиями по отношению к восставшим грекам:351. 26 июля эскадра Томбазиса прошла у Касоса и 28 июля встала на якоря, полагая что находится в 45 милях от Александрии:Г-116.
Однако утром Томбазис увидел на расстоянии башню Арап Куле у Абукира, после чего эскадра отошла, чтобы не прибыть в Александрию преждевременно. На совещании на флагманском корабле было принято решение что брандеры войдут в порт и предпримут попытку сжечь скученный борт к борту египетский флот, в то время как два корабля останутся вне видимости с берега и подойдут для спасения экипажей брандеров только когда увидят дымы горящих вражеских кораблей. Сойдя с флагмана, Канарис взял с собой одного самосского моряка, который хорошо знал порт Александрии:352.

### Александрия
Для маскировки брандеры выступили под иностранными флагами (Канарис под российским, Бутис под австрийским, Вокос под английским, точнее под флагом британских на тот момент Ионических островов).
Первым ко входу в порт подошёл брандер Канариса, но видя что два других брандера отстают, Канарис развернулся чтобы разобраться с ситуацией.
Однако отстающие брандеры стали удаляться. Неудомение Канариса разрешили два его моряка, которые заявили что они подслушали разговор на флагмане, и что идриоты не собираются входить в порт.
Канарис, согласно Никодимосу и Фотиадису, принял решение завершить операцию только своим брандером. (Однако Brewer, David в его The Greek War of Independence пишет что и на последнем этапе в операции приняли участие все три брандера)
В 4 после полудня он принял на борт «российского» судна и связал ничего не подозревавшего лоцмана, направив свой брандер на связку 5 египетских фрегатов, включая египетский флагман:354.
(Согласно Д. Фотиадису, в тот день в порту Александрии стояли до 60 египетских боевых кораблей, что значительно больше числа указанного в письме греческого агента, один бриг французского флота, 150 европейских торговых судов, из которых 25 французских, гружённых хлопком на Марсель:352).
И тогда, «с неописумой болью сердца», он обнаружил что ветер изменил направление и отдалял его от связки фрегатов.
Он совершил манёвр, чтобы вновь подойти к фрегатам, но ветер с берега также стих и наступил полный штиль.
(У Brewer внезапная смена направления ветра сделала невозможной атаку брандерами и один брандер приставший к египетскому фрегату был отогнан египтянами, до того как он мог поджечь египетский корабль).
В порту Александрии в те дни находился французский военны бриг «Abeille», чей капитан (Аргус) и офицеры во время атаки Канариса находились на берегу, приглашённые на обед консулом Франции Drovetti.
На борту корабля остался вахтенный офицер Arbuisson, который наблюдал в бинокль за манёврами Канариса с момента когда его брандер вошёл в порт. Вскоре Arbuisson убедился, что происходит что то подозрительное и сыграл тревогу.
До этого момента египтяне ничего не подозревали, но после тревоги на французском корабле «проснулись» и направили к брандеру Канариса несколько фелюг с вооружёнными.
Видя что он не успевает подойти к фрегатам, Канарис приказал экипажу оставить бандер, спустил российский флаг и поднял революционный флаг Псара с надписью «Свобода или Смерть».
Спрыгнув последним в шлюпку, Канарис поджёг брандер, кроме прочего в маловероятной надежде что течениями брандер отнесёт к стоящим судам. Жюрьен де ла Гравьер пишет, что действительно горящий брандер создал опасность первому в связке египетскому фрегату, но египтяне отогнали его:38.
Тем временем «Abeille», стал обстреливать брандер и шлюпку Канариса, после чего шлюпку начали обстреливать и береговые батареи крепости Рас-эль-Тин:Г-118.
Одновременно восемь египетских фелюг окружили шлюпку Канариса, обстреливая её из ружей.
Отчаянно работая вёслами греческие моряки сумели выйти из гавани, где их ждали «Фемистокл» и «Эпаминонтас», и поднялись на борт флагмана.
Греческие корабли подверглись обстрелу египетских береговых батарей и кораблей, но египетские пушкари оказались не очень меткими и греческие корабли сумели уйти.
Мухаммеда Али был разгневан тем, что корабли греческой эскадры сумели уйти.
Спилиадис пишет, что операция сорвалась по причине медлительности Вокоса и Бутиса.
Brewer пишет, что хотя Канарис и остальная греческая эскадра проявила большую храбрость, рейд завершился фиаско
Канарис и его экипаж вызвались повторить попытку сжечь египетский флот на следующий день, полагая что подобный безрассудный шаг будет неожиданным для египтян. Для этого Канарис попросил предоставить им один из оставшихся брандеров. Однако Томбазис отказал ему, согласно Фотиадису из-за ревнивого местнического патриотизма, чтобы ему одному (Канарису) не досталась слава:356.

## Отголоски рейда
Timothy Stapleton в своей A Military History of Africa, пишет, что если бы не смена направления ветра, три (!) брандера Канариса приблизились бы к скученному у причалов борт к борту египетскому флоту и смогли бы причинить ему большой ущерб.
Аргус, капитан «Abeille», писал: «Если бы это судно пристало к первому фрегату, хаос обуял бы остальные корабли флота, два других брандера подошли бы к первому на помощь, атакуя другие корабли. Катастрофа была бы ужасной, победа греков полной, но „Пчела“ помешала им».
Drovetti, французский консул в Александрии, писал в своём докладе: "150 европейских судов, из коих 25 французских, спаслись от ужасной катастрофы, благодаря королевскому бригу «Пчела»:357.
Выходившая на Идре газета «Друг Закона», оправдано сочла действия французского корабля вражескими по отношению к грекам.
В ответ на статью газеты, Drovetti писал: «это обвинение является одним из абсурдных заявлений греков, которые вот уже четыре года проявляют неуважение к европейским нациям и их кораблям на море и в портах Востока.
Если является преступлением спасение 150 европейских судов, французской колонии в городе и может быть всего города Александрии, тогда ради греков следует пересмотреть порядок идеалов»:357.
Однако всего через восемь месяцев, после изменения политического курса по отношению к восставшей Греции, французская дипломатия отмежевалась от действий «Пчелы», заявляя что является ложью, что французский корабль обстреливал брандер Канариса:358.
Несмотря на неудачу, участник Освободительной войны Греции, американский хирург Самуэл Хауи писал об этом рейде:

Таковы те немногие, кто оправдывают греческий характер, они сияют как алмазы среди грязи, они смелые, бескорыстные, просвещённые патриоты, которые хотят и готовы умереть за свою страну. О, мне приятно думать об этом.